# Де Аделарсгорст
«Де Аделарсгорст» (нід. De Adelaarshorst) — футбольний стадіон в Девентері, Нідерланди, домашня арена ФК «Гоу Егед Іглс».
Стадіон побудований та відкритий у 1920 році. У 1924, 1933, 1980, 2006 та 2015 роках реконструйовувався та розширювався, у результаті чого над трибунами споруджено дах та досягнуто місткості 10 400 глядачів.[джерело?]